# Delphyre reductivitta
Delphyre reductivitta är en fjärilsart som beskrevs av Embrik Strand 1920. Delphyre reductivitta ingår i släktet Delphyre och familjen björnspinnare. Inga underarter finns listade i Catalogue of Life.